# Benthophilus
Genre
Benthophilus est un genre de poissons de la famille des Gobiidae.

## Liste des espèces
Selon World Register of Marine Species (3 février 2024) :
- Benthophilus abdurahmanovi Ragimov, 1978
- Benthophilus baeri Kessler, 1877
- Benthophilus casachicus Ragimov, 1978
- Benthophilus ctenolepidus Kessler, 1877
- Benthophilus durrelli Boldyrev & Bogutskaya, 2004
- Benthophilus granulosus Kessler, 1877
- Benthophilus grimmi Kessler, 1877
- Benthophilus kessleri Berg, 1927
- Benthophilus leobergius Berg, 1949
- Benthophilus leptocephalus Kessler, 1877
- Benthophilus leptorhynchus Kessler, 1877
- Benthophilus macrocephalus (Pallas, 1787)
- Benthophilus magistri Iljin, 1927
- Benthophilus mahmudbejovi Ragimov, 1976
- Benthophilus nudus Berg, 1898
- Benthophilus persicus Kovačić, Esmaeili, Zarei, Abbasi & Schliewen, 2021
- Benthophilus pinchuki Ragimov, 1982
- Benthophilus ragimovi Boldyrev & Bogutskaya, 2004
- Benthophilus spinosus Kessler, 1877
- Benthophilus stellatus (Sauvage, 1874)
- Benthophilus svetovidovi Pinchuk & Ragimov, 1979

## Classification
Le nom valide complet (avec auteur) de ce taxon est Benthophilus Eichwald, 1831.
Ce taxon a été créé initialement au rang de sous-genre du genre Gobius.
Benthophilus a pour synonymes :
- Bentophilus
- Dolichthys
- Doliichthys Sauvage, 1874

## Étymologie
Le nom générique, Benthophilus, dérivé du grec ancien βένθος, bénthos, « profondeur », et φιλέω, philéô, « qui aime », fait probablement référence à la présence de Benthophilus macrocephalus dans les baies de la mer Caspienne, se déplaçant vers des eaux plus profondes (20-25 m) durant les mois d'hiver.